# الکت (دهانه)
الکت یک دهانه برخوردی در ماه‌ است.

## دهانه‌های اقماری
این دهانه ۳ دهانه اقماری دارد.
| Olcott | عرض جغرافیایی | طول جغرافیایی | قطر          |
| ------ | ------------- | ------------- | ------------ |
| M      | ۱۷.۹° N       | ۱۱۷.۶° E      | ۴۶.۰ کیلومتر |
| E      | ۲۰.۹° N       | ۱۱۹.۸° E      | ۵۹.۰ کیلومتر |
| L      | ۱۸.۳° N       | ۱۱۸.۶° E      | ۳۶.۰ کیلومتر |